# Терезин син (аутобиографија)
Терезин син је аутобиографија Вјерана Миладиновића, познатијег као Мерлинка. Представља трагичну исповест познате српске и балканске транс особе, јунакиње Жилникових филмова Лијепе жене пролазе кроз град и Дупе од мрамора. У једном од својих последњих интервјуа рекао је да је биографију посветио жени у њему - Мерлинки и мушкарцу кога је највише волео - Тибору. Аутобиографија Терезин син првобитно је објављена 2001. године у оквиру београдског ЛГБТ и френдли центра за идеје „Деве”. Реиздата је 2013. године у издању издавачке куће Ред Бокс. Предговор за ново издање написао је Миљенко Јерговић.
Према речима Миљенка Јерговића, Терезин син је прича о животном мучеништву:
Kада бисмо је свели на голу фабулу, на фактографију људске егзистенције, прича Вјерана Миладиновића сличила би кратким и поучним хагиографијама, житијама кршћанских светаца, предрасколних и послијерасколних, чије је цјелокупно земаљско постојање било једна велика патња, иза које је стајала дубока вјера, али и потреба да се буде у складу с властитом природом.
Недељник НИН аутобиографију описује као исповедну прозу и јединствен документ у домаћој литератури, дело које фасцинира својом бруталном снагом и искреношћу, сведочење које пружа ретку прилику да читаоци завире у скривене, живописне егзистенције аутентичних маргиналаца.
Према књизи је настала монодрама „Мерлинкина исповест” Миладина Шеварлића. Драмски писац Миладин Шеварлић је заједно са редитељем Стеваном Бодрожом обимну аутобиографију адаптирао у представу у трајању од 45 минута. Поставка Мерлинкине исповести је наглашено камерна. Глумац Александар Трмчић, нашминкан и обучен у хаљину боје цикламе, седи и ишчитава одабране одломке из Терезиног сина, док његов колега Чарни Ђерић без иједне речи текста и тек уз понеки крик, готово потпуно обнажен, покретом дочарава емотивна стања кроз која је трансвестит пролазио током живота.